# 迈克尔·戴依-阿南
迈克尔·弗朗西斯·戴依-阿南（Michael Francis Dei-Anang，1909年—1977年）是加纳诗人、剧作家、小说家、外交家。

## 生平简介
1909年出生于阿克拉北部山区。先后就读于中学阿齐莫塔中学和伦敦大学。曾在英属黄金海岸殖民政府部门工作。参加夸梅·恩克鲁玛领导的非洲民族解放运动。1966年政变后被捕，监禁近2个月，获释后离开加纳，在美国纽约布罗克波特学院任教。
他广泛关注加纳本土风俗与文化。1946年至1965年先后出版了5部诗集。他的许多作品隐喻阿散蒂王国的辉煌历史，并坚信这段历史会在近代非洲重现。

## 中文译作
- 迈克尔·戴依-阿南. 由戈宝权翻译 . 《我站立在这儿》. 人民日报. 1965年6月26日: 第6版.